# Miss Supranational 2011
Miss Supranacional 2011 foi a 3ª edição do concurso de beleza feminina de Miss Supranacional. O concurso foi realizado no Amfiteatr w Płocku, na Polônia, com a participação de setenta (70) candidatas dos cinco continentes. A gala final foi agitada e embalada por diversos cantores, como o grupo Rotten Bark e os cantores polacos Conrado Yanez, Andrzej Cierniewski, o grupo Blenders e a Miss Egito desse ano, Jamilla Idirs. Sob apresentação de Izabella Miko e Marcin Cejrowski, com transmissão pela primeira vez da Polsat, a vencedora na ocasião foi a polonesa Monika Lewczuk.

## Resultados

### Colocações
| Posição                 | País e Candidata |
| Vencedora               | - Polônia - Monika Lewczuk |
| 2º. Lugar               | - Bielorrússia - Lyudmila Yakimovich |
| 3º. Lugar               | - Porto Rico - Velery Veléz |
| 4º. Lugar               | - Vietnã - Nguyễn Thu Mây |
| 5º. Lugar               | - Estados Unidos - Krystelle Khoury |
| (TOP 20) Semifinalistas | - África do Sul - Dhesha Jeram - França - Analisa Kebaili - Índia - Michelle Almeida - Polinésia Francesa - Mihilani Teixeira - República Dominicana - Sofinel Báez - Brasil - Suymara Barreto - Colômbia - Tania Candamil - Eslovênia - Suzana Matić - Hungria - Ágnes Konkoly - Islândia - Gudrun Runarsdóttir - Letônia - Eva Caune - Líbano - Daniella Rahme - Panamá - Lidia Espino - República Checa - Aneta Grabcová - Ucrânia - Nataliya Sytnikova |

### Prêmios especiais
O concurso distribuiu os seguintes prêmios este ano:
| Prêmio              | País e Candidata                         |
| Miss Simpatia       | - Hong Kong - Elaine Yee Ling            |
| Miss Fotogenia      | - Ucrânia - Nataliya Sytnikova           |
| Miss Elegância      | - República Dominicana - Sofinel Báez    |
| Miss Personalidade  | - Polinésia Francesa - Mihilani Teixeira |
| Melhor Traje Típico | - Brasil - Suymara Barreto               |
| Miss Melhor Corpo   | - Suécia - Sara Weidenblad               |
| Miss Internet 1     | - Índia - Michelle Almeida               |
| Miss Talento        | - Bahamas - Sharie Delva                 |
| Top Model           | - Eslovênia - Suzana Matic               |

1. A vencedora do "Miss Internet" se classifica para o Top 20.

### Rainhas Continentes
As melhores candidatas classificadas por continente:
| Título              | País e Candidata                      |
| Rainha das África   | - África do Sul - Dhesha Jeram        |
| Rainha das Américas | - República Dominicana - Sofinel Báez |
| Rainha da Ásia      | - Índia - Michelle Almeida            |
| Rainha da Europa    | - França - Analisa Kebaili            |

## Candidatas
Disputaram o título este ano:
| - África do Sul - Dhesha Jeram - Albânia - Megi Duro - Bahamas - Sharie Delva - Bélgica - Sanne Laenen - Bielorrússia - Lyudmila Yakimovich - Bolívia - Beatriz Balcázar - Bonaire - Ana Gisel Maciel - Brasil - Suymara Barreto - Bulgária - Elena Markova - Canadá - Ailey Komeychuk - Colômbia - Tania Candamil - Croácia - Lara Toplek - Curaçao - Melissa van de Laar - Dinamarca - Monica Kristensen - Egito - Jamilla Idirs - El Salvador - Monica Hernández - Equador - Leslie Ayala - Eslováquia - Michaela Gasparovicova - Eslovênia - Suzana Matic - Estados Unidos - Krystelle Khoury - Estônia - Maria-Luiza Rozkova - Etiópia - Aman Lemma - Filipinas - Lourenz Remetillo - Finlândia - Pia Orava | - França - Analisa Kebaili - Geórgia - Nino Mikadze - Grécia - Sofie Aronis - Guiné Equatorial - Nerre Buale - Honduras - Marla Escobar - Hong Kong - Elaine Yee Ling - Hungria - Agnes Konkoly - Ilhas Virgens Americanas - Carolyn Carter - Índia - Michelle Almeida - Inglaterra - Hannah Owens - Irlanda do Norte - Joanna Spyrou - Islândia - Gudrun Runarsdóttir - Israel - Yael Markovich - Kosovo - Edra Mjeshtri - Letônia - Eva Caune - Líbano - Daniella Rahme - Lituânia - Deimante Bubelyte - Macedônia - Kristina Kochova - Moldávia - Tamara Curca - Namíbia - Susanna Van Zyl - Nigéria - Belema Afiesimama - Nova Zelândia - Katrina Turner - País de Gales - Rachelle Perez | - Países Baixos - Roline Hund - Panamá - Lidia Espino - Peru - Jessica Tejada - Polinésia Francesa - Mihilani Teixeira - Polônia - Monika Lewczuk - Porto Rico - Velery Veléz - Portugal - Tânia Costa - República Checa - Aneta Grabcova - República Dominicana - Sofinel Báez - Romênia - Denisia Parlea - Ruanda - Yvonne Uwamahoro - Rússia - Yekaterina Rupasova - Sérvia - Kristina Markovic - Singapura - Anusha Rajaseharan - Suécia - Sara Weidenblad - Suriname - Sharifa Henar - Tailândia - Panika Vorraboonsiri - Togo - Rosalina Christiansen - Turquia - Hilal Uzun - Ucrânia - Nataliya Sytnikova - Venezuela - Andrea Quiróz - Vietnã - Nguyễn Thu Mây - Zimbabue - Hildah Mabu |

## Histórico

### Estatísticas

Países participantes e suas respectivas colocações.

Candidatas por continente:
- Europa: 31. (Cerca de 44% do total de candidatas)

- Américas: 18. (Cerca de 26% do total de candidatas)

- Ásia: 10. (Cerca de 14% do total de candidatas)

- África: 9. (Cerca de 13% do total de candidatas)

- Oceania: 2. (Cerca de 3% do total de candidatas)

### Desistências
- Alemanha - Benita Schmitz

- Argélia - Chahrazed Maachi

- Belize - Brittany Cabral

- Camarões - Johanna Akamba

- Escócia - Nicole McDain

- Espanha - Salet Martínez

- Inglaterra - Emily O'Brien

- Macau - Sarah Leyshan

- México - Alejandra Viveros

### Substituições
- Índia - Sakshi Bindra ► Michelle Almeida

- Kosovo - Jonida Bojaxhiu ► Edra Mjeshtri

- Venezuela - Angela Ruiz ► Andrea Quiróz

### Candidatas em outros concursos
Candidatas deste ano com histórico em outras competições:
| Miss Mundo - 2009: Islândia - Gudrun Runarsdóttir - (Representando a Islândia em Joanesburgo, na África do Sul) - 2010: Bielorrússia - Lyudmila Yakimovich - (Representando a Bielorrússia em Sanya, na China) - 2010: Ilhas Virgens Americanas - Carolyn Carter-Heller - (Representando as Ilhas Virgens em Sanya, na China) - 2010: Polinésia Francesa - Mihilani Teixeira (Top 25) - (Representando a Polinésia Francesa em Sanya, na China) - 2010: Singapura - Anusha Rajaseharan - (Representando a Singapura em Sanya, na China) Miss Universo - 2012: Hungria - Ágnes Konkoly (Top 10) - (Representando a Hungria em Las Vegas, nos Estados Unidos) Miss Internacional - 2009: Países Baixos - Roline Hund - (Representando os Países Baixos em Chengdu, na China) - 2010: Líbano - Daniella Rahme - (Representando o Líbano em Chengdu, na China) - 2010: República Dominicana - Sofinel Baez - (Representando a República Dominicana em Chengdu, na China) - 2012: Israel - Yael Markovich - (Representando Israel em Okinawa, no Japão) Miss Terra - 2010: Letônia - Eva Caune - (Representando a Letônia em Nha Trang, no Vietnã) | Miss Globo Internacional - 2009: Polônia - Monika Lewczuk (2º. Lugar) - (Representando a Polônia em Durrës, na Albânia) Miss Tourism Queen of the Year - 2010: Suriname - Sharifa Henar - (Representando o Suriname em Qinzhou, na China) Miss All Nations - 2010: Suécia - Sara Weidenblad (Top 16) - (Representando a Suécia em Nanjing, na China) Miss Model of the World - 2010: Tailândia - Panika Vorraboonsiri - (Representando a Tailândia em Hangzhou, na China) Top Model of the World - 2010: Índia - Michelle Almeida - (Representando a Índia em Dortmund, na Alemanha) Rainha Hispano-Americana - 2010: Brasil - Suymara Barreto (4º. Lugar) - (Representando o Brasil em Santa Cruz, na Bolívia) Rainha Internacional do Café - 2011: República Dominicana - Sofinel Baez (Vencedora) - (Representando a República Dominicana em Manizales, na Colômbia) |